# Per Graffman
Per Mikael Graffman, född 5 november 1962 i Uppsala, är en svensk skådespelare.

## Biografi
Per Graffman är son till regissören Göran Graffman och skådespelaren Maj-Britt Lindholm samt bror till företagsledaren Mats Graffman och halvbror till regissören Emil Graffman. Han är även sonson till hovrättslagmannen Gösta Graffman.
Efter gymnasiet började Graffman som scenarbetare på Dramaten. Sedan han gick ut Scenskolan i Göteborg 1989 har han frilansat som skådespelare och varit verksam vid en rad teatrar. Graffman guldbaggenominerades som bäste manlige skådespelare för rollen som den invandrade taxichauffören Ali i Före stormen (2000).

## Filmografi (urval)

### Film
- 1997 – Reine & Mimmi i fjällen!
- 1998 – Den tatuerade änkan (TV-film)
- 2000 – Före stormen
- 2004 – Mongolpiparen
- 2006 – När mörkret faller
- 2006 – Inga tårar
- 2008 – Rallybrudar
- 2012 – Nobels testamente
- 2013 – Wallander – Sorgfågeln
- 2016 – Beck – Gunvald (TV-film)
- 2016 – Maria Wern - De döda tiger (TV-film)

### TV
- 1993 – Rederiet (TV-serie)
- 1995 – NileCity 105,6 (TV-serie)
- 1995 – Snoken (gästroll i TV-serie)
- 1995 – Vendetta (TV-serie)
- 1997 – OP7 (TV-serie)
- 1997 – Aspiranterna (TV-serie)
- 2000 – Rederiet (TV-serie)
- 2002 – Talismanen (TV-serie)
- 2015 – Jordskott (TV-serie)
- 2020 – Box 21 (TV-serie)
- 2020 – Top Dog (TV-serie)

## Teater

### Roller
| År   | Roll                            | Produktion                                        | Regi                           | Teater                    |
| ---- | ------------------------------- | ------------------------------------------------- | ------------------------------ | ------------------------- |
| 1988 | Tiggare                         | Tolvskillingsoperan Bertolt Brecht och Kurt Weill | Peter Langdal                  | Dramaten                  |
| 1988 | Judas Ung man i salongen Dismas | Mästaren och Margarita Michail Bulgakov           | Jurij Ljubimov                 | Dramaten                  |
| 1994 | Cliff Bradshaw                  | Cabaret John Kander, Fred Ebb och Joe Masteroff   | Lars-Erik Liedholm             | Intiman                   |
| 1997 | Bigge Bring                     | Hotelliggaren Ray Cooney                          | Bo Hermansson                  | Chinateatern              |
| 1999 |                                 | Horisonten är här Mats Kjelbye                    | Alexander Öberg Malin Stenberg | Teater Bhopa              |
| 2002 | Josef II                        | Amadeus Peter Schaffer                            | Eva Molin                      | Uppsala stadsteater       |
| 2003 |                                 | Clandestino Mia Törnqvist                         | Eva Molin                      | Malmö stadsteater         |
| 2010 | Benjamin Gazzara                | Jerusalem 2010 Eva Bergman                        | Eva Bergman                    | Dramaten                  |
| 2012 | Jake Houseman                   | Dirty Dancing Eleanor Bergstein                   | Anders Albien                  | Chinateatern              |
| 2020 | Frans Löfvenborg                | Hedda Gabler Henrik Ibsen                         | Hugo Hansén                    | Smålands Musik och Teater |
| 2022 | Pastor Manders                  | Gengångare Hanna Nygren fritt efter Henrik Ibsen  | Helle Rossing                  | Helsingborgs stadsteater  |